# 超越時間之影
《超越时间之影》（英語：The Shadow Out of Time）是美国恐怖小说作家霍华德·菲利普斯·洛夫克拉夫特的中篇小说。写于1934年11月至1935年2月之间，首次发表于1936年6月的《驚駭科幻小說》杂志。故事描述的是通过心灵转移的方式进行时空旅行。故事背景是一个人在特定时空，可以与其他时空的人交换身体。其他作家在后来的作品中也重用了这个概念，比如《十二猴子》电视剧中的红树林茶、《星際奇兵：SG-1》电视剧中的通讯石等。和其他洛夫克拉夫特的作品一样，这个故事的塑造了纯粹的外星生物，而并不是简单的人类或其他地球生物的变形。

## 情节
《超越时间之影》间接讲述了伊斯之伟大种族的历史，它们是一种具有穿越时空能力的外星物种。具体由与预定目的地的宿主交换身体来实现。故事暗示从外人来看，这种效果类似于附身。伊斯人的初衷是为了研究不同时空的历史，他们建造了一个图书馆城市，里面记载着包括人类在内的多个种族的过去和未来的历史。最终，伊斯人利用能力，与生活在2.5亿年前地球上的锥状植物种族交换身体，逃离了原先星球的毁灭，他们的星球在银河之外。锥状的生物，后人称为为伊斯之伟大种族，住在庞大的图书馆城市里，此地现在是澳大利亚的大沙沙漠（22°3′14″S 125°0′39″E / 22.05389°S 125.01083°E）。
故事叙述者是20世纪初的美国人纳撒尼尔·温盖特·皮斯利，他受伊斯人“附身”。当他莫名其妙地看到其他世界和伊斯图书城市的奇怪景象时，担心自己会失去理智。他也感觉到自己跟着这些生物，体验他们的生活方式。当他回到自己的身体时，发现周围的人因为附身在他身体上的伊斯人的行为而判定他疯了。当他在地球上的远古时代体验着伊斯人的生活时，占据他身体的伊蒂亚人却在体验着现代人类的生活。
皮斯利起初认为他的插曲和随后的梦境是某种精神疾病的产物。他最初因发现历史上存在类似案件而解脫，但当他发现其他案件与自己的太过相似，当事人却和自己没有任何联系时，这种解脱崩塌了。皮斯利的梦境变得更加生动，如同伊斯人一样，他开始痴迷于考古学和古代手稿——但缺乏证据表明他是否只是疯了。
他发现地球上的伊斯人在很久以前就已经灭绝了，一个名为盲目者的敌对外星种族摧毁了他们的文明，但是在人类消亡很久之后，伊斯人的思想仍将栖息在地球的新生物上。当他发现了所寻找的证据时，理智受到了挑战——不仅是伊斯人的文明遗迹仍然存在于地球上，而且那些摧毁他们的生物的遗迹仍然存留。故事还提到，当前伊斯人的外观并不是最初的，而是在以前的大规模投射计划中获得的，当灾难来临时，原来的种族死在了伊斯人的身体中。

## 角色
- 纳撒尼尔·温盖特·皮斯利：故事的叙述者，米斯卡塔尼克大学政治经济学教授，1908年到1913年，与伊斯人心智转换。他生于1870左右。

该角色有作者自传的成分。皮斯利失忆的岁月，与洛夫克拉夫特的青春期神经衰弱的时间段相对应，他被迫从高中辍学，退出社会。在这一时期，洛夫克拉夫特患有抽动综合症，反映在被附身的皮斯利上则是他无法控制面部肌肉。大卫·E·舒尔兹认为，洛夫克拉夫特在纽约生活了两年后回到普罗维登斯，他所描述的那种“从远离家乡的怪异梦中醒来”的感觉，是“洛夫克拉夫特构筑他的杰作《超越时间之影》的基石”。但是，《洛夫克拉夫特百科全书》称皮斯利也许是“洛氏作品中构造最彻底的人物”，该书指出，皮斯利与洛夫克拉夫特的父亲温菲尔德·斯科特·洛夫克拉夫特也有相似之处，他在五年的疯狂时期中也表现出了古怪的行为。
- 温盖特·皮斯利：纳撒尼尔·皮斯利的儿子，也是米斯卡托尼克教授。主人公称他是“在我古怪的失忆症之后，他是我们家唯一支持我的成员，也是最了解我真实情况的人。”

- 威廉·戴尔：米斯卡托尼克大学地质学教授，随同考察队前往澳大利亚。见《疯狂山脉》。

故事中提到了一些伊斯的心智转换的受害者，纳撒尼尔·温盖特·皮斯利回忆起与他们的谈话，包括： 
- 提图斯·桑普罗尼乌斯·布莱苏斯（Titus Sempronius Blaesus）： 罗马人，“在苏拉时代曾是一名财务官”。 苏拉于公元前88年首次出任执政官，并在公元前82-80年担任独裁官。财务官是罗马的财政官员。苏拉改革了政府，将财务官人数从十个增加到二十个。
- 巴托洛梅奥·科西（Bartolomeo Corsi）：“十二世纪佛罗伦萨僧侣”。这个角色还出现在菲利普·O·马什1994年的小说《蠕虫将与你战斗！》。
- 克罗姆-亚（Crom-Ya）：辛梅利亞酋长，生活于公元前15,000年。这是洛夫克拉夫特向朋友罗伯特·霍华德致敬，他最著名的作品是《蛮王柯南》。他受西米利亚人尊敬并崇拜克罗姆。在弗雷德·L·佩尔顿1989年的短篇小说《苏塞克斯手稿》中，克罗姆·亚据说是札特瓜的信徒。
- 凯芬斯（Khephnes）：“第14王朝的埃及人 ，告诉我奈亚拉托提普的可怕秘密”。 第14王朝约在公元前1700年。
- 内维尔·金斯顿·布朗（Nevil Kingston-Brown）：“澳大利亚物理学家……将死于公元2518年”。
- 皮埃尔·路易·蒙塔尼（Pierre-Louis Montagny）：“ 路易十三时代的法国老人”。 路易十三是1610年至1643年的法国国王。
- 努格-索斯（Nug-Soth）：“公元16000年黑暗征服者的魔术师”。
- S'gg'ha：“ 来自南极的生长着膜翼与星形头部、有点儿类似植物的生物 ”。 [8]
- 提奥多泰斯（Theodotides）：公元前200年希腊-巴克特里亚王国官员
- 詹姆斯·伍德维尔（James Woodville）：“ 克伦威尔时代的萨福克绅士”。 克伦威尔（Cromwell）生于1599年，从1653年直到他1658年去世，一直是英国国家元首。
- 杨利（Yiang-Li）：“来自公元5,000年叫赞禅的残酷帝国的哲学家。”洛夫克拉夫特在小说《超越睡眠之墙》中首次提到了赞禅帝国。

## 反响
洛氏评论家林·卡特称《超越時间之影》是洛夫克拉夫特“小说中最伟大的成就”，他说：“宇宙惊人的浩瀚范围和宏大感，打开的时间峡谷，以及叙事的巨幅铺陈” ，而恐怖作家和评论家拉姆齐·坎贝尔则称其“令人敬畏”。瑞典的洛夫克拉夫特专家马丁·安德森将这个故事列为他最喜欢的四部作品之一，并称其为洛夫克拉夫特的杰作。洛夫克拉夫特本人对此却不满意，甚至他把原稿寄给奥古斯特·德雷斯时，并没有保留副本。

## 资料来源
- Lovecraft, Howard P. S.T. Joshi; David E. Schultz , 编.  2nd (softcover). New York, NY: Hippocampus Press. July 2003 [1936]. ISBN 0-9673215-3-0. Definitive version.
- Lin Carter, Lovecraft: A Look Behind the Cthulhu Mythos.
- S. T. Joshi and David E. Schultz, An H. P. Lovecraft Encyclopedia.
- David E. Schultz, "Lovecraft's New York Exile", Black Forbidden Things, Robert M. Price, ed.